# Adolfo Tortolo
Adolfo Servando Tortolo (* 10. November 1911 in Ciudad de Nueve de Julio in der Provinz Buenos Aires; † 5. Februar 1998 in Buenos Aires) war ein argentinischer römisch-katholischer Geistlicher und Erzbischof von Paraná sowie Militärbischof von Argentinien.

## Leben
Tortolo besuchte das St. Joseph's Seminary in La Plata und wechselte 1925 an das Priesterseminar in La Plata. Am 21. Dezember 1934 empfing er in der Kirche des Priesterseminars von La Plata die Priesterweihe.
Am 9. Juni 1956 wurde er von Papst Pius XII. zum Titularbischof von Caeciri und zum Weihbischof in Paraná ernannt. Die Bischofsweihe spendete ihm sein früherer Rektor Zenobio Lorenzo Guilland, Erzbischof von Paraná, am 12. August desselben Jahres. Mitkonsekratoren waren der Bischof von Mercedes, Anunciado Serafini, und der Erzbischof von La Plata, Antonio José Plaza.
Papst Johannes XXIII. ernannte ihn am 11. Februar 1960 zum Bischof von Catamarca. Die Amtseinführung fand am 30. April desselben Jahres statt. Am 6. September 1962 wurde er zum Erzbischof von Paraná ernannt und am 29. Dezember desselben Jahres in das Amt eingeführt.
Tortolo nahm an allen vier Sitzungsperioden des Zweiten Vatikanischen Konzils als Konzilsvater teil.
1970 wurde er zum Präsidenten der argentinischen Bischofskonferenz (CEA) gewählt. Bei Auseinandersetzungen innerhalb des argentinischen Episkopats um das Vorgehen des Bischofs von La Rioja und Befreiungstheologen Enrique Angelelli gegen die Familie Menem im Jahre 1973 stellte sich Tortolo gemeinsam mit dem Apostolischen Nuntius, Erzbischof Lino Zanini, gegen Angelelli. Damit bewertete er das Vorgehen des später getöteten Angelelli anders als die vom Vatikan entsandten Visitatoren Pedro Arrupe und Erzbischof Vicente Faustino Zazpe.
Am 7. Juli 1975 wurde er zusätzlich zum Militärbischof von Argentinien ernannt. Tortolo war befreundet mit Colonel Juan Francisco Guevara und General Eduardo Señorans.
Wie Emilio Mignone berichtet, gab es im März 1976, unmittelbar vor dem Militärputsch eine Unterredung mit Tortolo, Raúl Francisco Primatesta, Juan Carlos Aramburu sowie Jorge Rafael Videla und Emilio Massera. Dabei soll Tortolo auch von dem geplanten Putsch erfahren haben.
Tortolos Sekretär war Emilio T. Grasselli. Pater Federico Richards C.P. (1921–1999), der Herausgeber der englischsprachigen Southern Cross für die irische Gemeinde, in der im Gegensatz zur spanischsprachigen Presse über die Verschwundenen (zu denen auch seine Nichte Gloria Keogh zählte) berichtet wurde, erinnerte sich, dass Tortolo eine Liste mit 2100 Verschwundenen zurückhielt.
1976 gab Tortolo das Amt des Präsidenten der Bischofskonferenz an Raúl Francisco Kardinal Primatesta ab. Am 30. März 1982 legte er die Leitung des Militärordinariats nieder. Papst Johannes Paul II. nahm am 1. April 1986 seinen Rücktritt an.